# Erik van Loon
Erik van Loon (Reusel, 29 augustus 1968) is directeur van Van Loon Vlees in Son en een Nederlandse rallycoureur. De Brabander is voornamelijk bekend van zijn deelnames aan Le Dakar. In 2015 werd hij uiteindelijk vierde in het eindklassement, nooit eerder was een Nederlandse equipe zo succesvol in het autoklassement.

## Dakar
Het idee om een eigen rallyteam op te zetten ontstond nadat Van Loon was uitgenodigd om de start van de Dakar-rally van 2007 in Lissabon bij te wonen. Daarvoor deed Van Loon ook jarenlang mee aan motorwegraces.

### 2008
Al vrij snel werd Van Loon gevraagd om, in de Volkswagen Tarek-buggy van Michel de Groot, deel te nemen als navigator in de Dakar-rally van 2008. Samen reden ze nog een aantal wedstrijden als voorbereiding op de rally, maar Van Loons eerste poging om de zware woestijnrally te volbrengen, strandde in startplaats Lissabon, toen de organisatie besloot de rally door Noord-Afrika af te gelasten uit angst voor terreuracties.

### 2009
Uiteindelijk had Van Loon zijn debuut in de rally der rally's een jaar later. Deze editie verscheen hij niet als navigator maar als coureur aan de start. Erik Verhoef zou zijn navigator worden, maar door een beenbreuk moest hij zich op het allerlaatste moment terugtrekken. Tijdens zijn debuut behaalde hij een achttiende plaats in de dagklasseringen. Van Loon reed de rally overigens niet uit, omdat hij in de twaalfde etappe moest opgeven met een kapotte versnellingsbak.

### 2010
Na zijn debuut stond Van Loon een jaar later weer aan de start. Ook dit jaar koos Van Loon Erik Verhoef als navigator, vanwege zijn jarenlange ervaring met de motor in de Dakar-rally. Van Loon ging van start in de Mitsubishi L200 EVO, de oude wagen van Tonnie van Deijne. Van Loon en Verhoef reden als voorbereiding op de Dakar crosscountry-rally's in Spanje en Portugal en deden zo al ervaring op met de L200 EVO. Het werd de eerste editie die Van Loon en zijn team finishten en zij eindigden uiteindelijk op een 46e plaats in het eindklassement.

### 2011
Deze editie van de rally werd de lat wat hoger gelegd, mede omdat Van Loon een jaar eerder de rally voor de eerste keer had uitgereden. Ook werd er gekozen voor Harmen Scholtalbers als nieuwe navigator. Uiteindelijk verraste Van Loon zichzelf door op een elfde plaats te eindigen in het eindklassement, nadat de top tien in de laatste dagen net verloren ging. De beste dagklassering was een achtste plaats.

### 2012
Het doel van Van Loon was om in de editie van 2012 een toptienklassering te rijden. De rally werd uitgereden en Van Loon eindigde op de zestiende plaats. De beste dagklassering was opnieuw de achtste plaats.

### 2013
Scholtalbers en Van Loon besloten na de afgelopen editie om niet meer samen naar de rally te gaan. Van Loon koos voor de editie van 2013 daarom voor Marc Wams als nieuwe navigator. In 2009 vormden de twee ook al een duo; toen was dat het Dakardebuut van Van Loon. In etappe zes verongelukte de wagen van Van Loon en Wams, waardoor zij uit de race lagen.

### 2014
Opnieuw verscheen Van Loon met een nieuwe navigator aan de start, ditmaal met Wouter Rosegaar, die in 2010 al eens de prijs voor beste navigator (Henri Magne Navigation Trophy) kreeg. Het duo eindigde als 27e in het eindklassement, maar behaalde wel de zevende plaats in een etappe.

### 2015
De editie van 2015 werd een topjaar voor Van Loon en Rosegaar in de nieuwe Mini, die Van Loon inmiddels had ingeruild voor zijn Ford HRX. Het duo schreef geschiedenis door als eerste Nederlanders een vierde plaats te behalen in het autoklassement van de Dakar Rally. Tot dan toe was de vijfde plaats die Kees en Mieke Tijsterman in 1989 hadden behaald de beste prestatie. Het duo reed maar liefst zeven keer in de top tien. De hoogste dagklassering was de achtste plaats.

### 2016
Ook het jaar daarna schreven de twee weer geschiedenis door de tweede tijd neer te zetten tijdens een etappe. Nooit eerder was het een Nederlands duo gelukt als derde of hoger te eindigen bij het autoklassement. Mede door mechanische tekortkomingen eindigde het duo uiteindelijk dertiende in het eindklassement.

### 2017
Dit jaar ging het duo met een Toyota Hilux Overdrive naar Zuid-Amerika. Ze eindigden op een veertiende plek in het eindklassement.

### 2018
Van Loon koos ervoor de Dakar van 2018 niet te rijden. De reden hiervoor was de sterke groei van zijn bedrijf, dat volgens hem veel aandacht vereiste. Hierdoor zou een goede voorbereiding op de rally niet mogelijk zijn volgens Van Loon.

### 2019
In 2019 kwam Van Loon weer terug aan de start. Samen met Harmen Scholtalbers en de Hilux wordt hij 25e.

### 2020
Dit jaar stapt Sébastien Delaunay in bij Van Loon. Hij kent een wisselvallige rally met best veel problemen. Hij wordt 25e.

### 2021
Van Loon rijdt met Delaunay en de Hilux, maar kent veel problemen. Het duo geeft op.

### 2022
Van Loon moet deze editie gedwongen aan zich voorbij laten gaan wegens een positieve coronatest.

### 2023
Het is de dertiende en laatste Dakar voor Van Loon. Op de 2e etappe weet hij de 2e tijd te noteren. Op de 7e etappe crasht hij en moet hij opgeven. Inmiddels is zijn vrouw Anja ook een deelnemer aan de rally. Van Loon besluit om te stoppen en zich te richten op andere cross country rally's en een mentorrol voor zijn vrouw.
In de voorbereiding op zijn Dakar wint Van Loon de Baja van Italië.

### 2025
In 2025 kwam Van Loon toch weer terug, dit keer deed hij mee aan de Dakar Classic.
| Jaargang | Startnummer | Auto                     | Navigator                | Resultaat                |
| -------- | ----------- | ------------------------ | ------------------------ | ------------------------ |
| 2009     | 360         | Volkswagen Buggy         | Marc Wams                | Uitgevallen              |
| 2010     | 337         | Mitsubishi L200 EVO      | Eric Verhoef             | 46                       |
| 2011     | 320         | Mitsubishi Racing Lancer | Harmen Scholtalbers      | 11                       |
| 2012     | 315         | Mitsubishi Racing Lancer | Harmen Scholtalbers      | 16                       |
| 2013     | 323         | HRX Ford                 | Marc Wams                | Uitgevallen              |
| 2014     | 325         | HRX Ford                 | Wouter Rosegaar          | 27                       |
| 2015     | 314         | MINI ALL4 Racing         | Wouter Rosegaar          | 4                        |
| 2016     | 306         | MINI ALL4 Racing         | Wouter Rosegaar          | 13                       |
| 2017     | 310         | Toyota Hilux             | Wouter Rosegaar          | 14                       |
| 2018     | -           | Overgeslagen ivm bedrijf | Overgeslagen ivm bedrijf | Overgeslagen ivm bedrijf |
| 2019     | 317         | Toyota Hilux             | Harmen Scholtalbers      | 25                       |
| 2020     | 314         | Toyota Hilux             | Sébastien Delaunay       | 25                       |
| 2021     | 313         | Toyota Hilux             | Sébastien Delaunay       | Uitgevallen              |
| 2022     | -           | Afwezig ivm corona       | Afwezig ivm corona       | Afwezig ivm corona       |
| 2023     | 215         | Toyota Hilux             | Sébastien Delaunay       | Uitgevallen              |